# Onitis senegalensis
Onitis senegalensis är en skalbaggsart som beskrevs av Lansberge 1875. Onitis senegalensis ingår i släktet Onitis och familjen bladhorningar. Inga underarter finns listade i Catalogue of Life.